# Zona abitabile

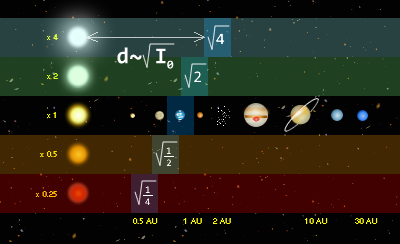
La zona abitabile in base alla luminosità delle stelle.

In astronomia e astrobiologia, zona abitabile, e più precisamente, zona abitabile circumstellare o CHZ, è il termine scientifico per indicare la regione intorno ad una stella dove è teoricamente possibile per un pianeta mantenere acqua liquida sulla sua superficie.
Il concetto è basato sulle condizioni favorevoli per la vita per come noi la conosciamo sulla Terra, dove l'acqua liquida è essenziale per tutte le forme di vita conosciute; quindi i pianeti in grado di avere acqua liquida in superficie sono considerati tra i più favorevoli per ospitare vita extraterrestre.
Zona abitabile è talvolta usato più generalmente per indicare diverse regioni che sono considerate favorevoli alla vita, come ad esempio la zona galattica abitabile, termine coniato da Guillermo Gonzalez nel 1995, e che rappresenta la distanza di un pianeta dal centro galattico.
La posizione dei pianeti e dei satelliti naturali all'interno della zona abitabile della propria stella madre (e un'orbita quasi circolare) non è che uno dei tanti criteri da prendere in considerazione circa l'abitabilità planetaria ed è teoricamente possibile che esistano pianeti abitabili al di fuori della suddetta zona. Il termine inglese "Goldilocks planet" è usato per ogni pianeta che si trova all'interno della zona abitabile circumstellare (CHZ), mentre il termine abitabilità planetaria implica che i pianeti abbiano certe similitudini con la Terra e che siano pianeti rocciosi.
Sono state scoperte decine di pianeti nella zona abitabile, anche se la maggior parte di essi sembrano significativamente più grandi della Terra; probabilmente ciò è dovuto al fatto che date le grandi distanze coinvolte, è più facile rilevare pianeti di maggiori dimensioni. Secondo una stima del 2013 basta sui dati del telescopio spaziale Kepler, nella Via Lattea potrebbero esserci fino a 40 miliardi di pianeti delle dimensioni della Terra in orbita nelle zone abitabili di stelle simili al Sole e nane rosse e circa 11 miliardi di questi potrebbero orbitare attorno a stelle simili al Sole. Secondo un altro studio del 2020 invece, i pianeti terrestri nelle zone abitabili di stelle simili al Sole sarebbero circa 6 miliardi.
Alcuni scienziati hanno suggerito che la teoria della zona abitabile sia troppo semplicistica in quanto viene presa in considerazione solo la vita presente sulla Terra, mentre potrebbero esistere zone abitabili in cui altri composti diversi dall'acqua, come l'ammoniaca e il metano, possono esistere in forme liquide stabili. Alcuni astrobiologi ipotizzano che questi ambienti potrebbero permettere di raggiungere biochimiche alternative. Inoltre potrebbe esistere una grande varietà di habitat potenziali al di fuori della zona abitabile, come in oceani d'acqua sotto la superficie di qualche esopianeta, così come abitabili potrebbero essere oceani costituiti da ammoniaca o metano.
Il termine "zona abitabile" può anche riferirsi alla fascia del nostro sistema Solare, che comprende, ovviamente, anche la Terra, estendendosi, a seconda degli autori a distanze leggermente differenti: una delle più citate è la stima di Kasting et al. del 1993, che pone la zona abitabile compresa da una estensione minima di 0,95 UA a una di 1,37 UA dal Sole.
Nel gennaio 2013, una nuova stima della zona abitabile è stata fatta da un team guidato da Kopparapu. La conclusione del loro studio è che le zone abitabili sono in realtà più lontane dalle stelle di quanto si pensasse in precedenza e che alcuni pianeti extrasolari precedentemente creduti essere nella zona abitabile potrebbero non esserlo più. In questo studio la Terra sarebbe situata vicino al bordo interno della zona abitabile.

## Storia
Il concetto fu menzionato per la prima volta nel 1853, quando William Whewell la menzionò come "zona temperata del sistema solare". Un secolo dopo, nel 1953, Harlow Shapley e Hubertus Strughold approfondirono l'importanza dell'acqua liquida per lo sviluppo della vita, coniando termini come "cintura dell'acqua liquida" ed "ecosfera", ossia la regione intorno a una stella in cui il flusso stellare ne consentirebbe la presenza in questo stato. Nel 1959, Su-Shu Huang portò un'analisi più esaustiva della zona abitabile, considerando l'evoluzione stellare, i limiti dinamici in più sistemi e l'orbita attorno al piano galattico. Poco dopo, nel 1964, Stephen H. Dole sviluppò un concetto meno antropocentrico di questa regione, stimando in 600 milioni il numero di pianeti abitabili nella Via Lattea. Già nel 1993, Kasting, Whitmire e Reynolds svilupparono il concetto di zona abitabile circumstellare, diffuso nel XXI secolo, sviluppando diversi modelli climatici per delimitare con precisione il confine interno ed esterno della zona abitabile.
Più tardi, nel 2000, gli astronomi Peter Ward e Donald Brownlee introdussero il concetto di "Zona galattica abitabile", poi sviluppato da Guillermo Gonzalez. La zona galattica abitabile viene definita come quella regione in cui è più probabile che la vita emerga in una galassia, relativamente vicina al centro galattico dove le stelle sono ricche di elementi pesanti, ma non troppo per non essere esposte alle enormi forze gravitazionali presenti nei dintorni del centro galattico.

## Zona circumstellare abitabile
In un sistema solare, si pensa che un pianeta debba trovarsi a una certa distanza dalla propria stella per poter supportare la vita. La zona circumstellare abitabile (o ecosfera) è una sfera immaginaria circondante una stella: nello spazio delimitato da questa sfera, qualunque pianeta terrestre potrebbe essere in grado di mantenere la presenza di acqua liquida. La presenza di questo elemento sarebbe fondamentale per la vita, a causa dell'importante ruolo di solvente svolto in molte reazioni biochimiche.
Nel 1959 i fisici Philip Morrison e Giuseppe Cocconi descrissero la zona circumstellare abitabile in una ricerca del SETI. Due anni dopo, Frank Drake rese popolare il concetto grazie ad una sua equazione (l'equazione di Drake).
La distanza da una stella alla quale un pianeta potrebbe sostenere forme di vita può essere calcolata conoscendo la dimensione e la luminosità della stella stessa. L'equazione è la seguente:
{\displaystyle d_{UA}={\sqrt {L_{stella}/L_{sole}}}}
dove
{\displaystyle d_{UA}} indica il raggio della zona abitabile espresso in unità astronomiche,
{\displaystyle L_{stella}} indica la luminosità della stella, e
{\displaystyle L_{sole}} indica la luminosità del Sole.
Ad esempio: una stella avente il 25% della luminosità del Sole avrà la sua zona abitabile a circa 0,50 UA di distanza, mentre per una stella avente il doppio della luminosità solare, tale zona "si allontanerà" a 1,4 UA di distanza. In pratica, la distanza richiesta è quella alla quale il pianeta riceve dalla sua stella la stessa intensità luminosa che la Terra (presa come modello) riceve dal Sole. Questa equazione è una conseguenza della proporzionalità quadratica inversa dell'intensità luminosa.
Ovviamente, un pianeta che si trovasse in questa fascia non sarebbe obbligatoriamente abitabile o abitato: va premesso, infatti, che il pianeta dovrebbe essere di tipo terrestre, avendo quindi molte similarità con la Terra (tra cui, ad esempio, la composizione atmosferica).
Dato che le stelle evolvono, cambiando luminosità e temperatura, la zona abitabile tende a spostarsi. Un pianeta, dunque, dovrebbe trovarsi in una posizione che gli permettesse di rimanere sempre nei limiti della zona, affinché resti ipoteticamente abitabile.

### Zona abitabile del sistema solare

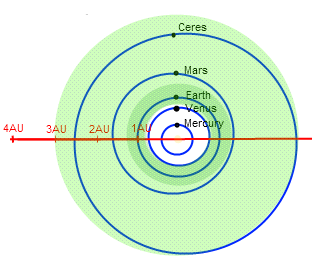
Una stima della zona abitabile del sistema solare.

Diverse sono state le stime della zona abitabile del sistema Solare, basate su diversi modelli scientifici. Lo stesso Sole nel corso del tempo ha aumentato la sua luminosità rispetto ai primi tempi della sua vita, di conseguenza la zona abitabile ha esteso i suoi confini. Viene detta zona abitabile conservativa quella fascia più ristretta entro la quale un pianeta rimane abitabile durante la maggior parte vita della stella nella sequenza principale, mentre la zona abitabile ottimistica è quella dove un pianeta può trovarsi dentro alla zona abitabile solo per un determinato periodo della vita di una stella, non sufficientemente lungo perché possano svilupparsi forme di vita complessa.
Kasting et al. nel 1993 elaborarono un modello considerando un pianeta che, come la Terra, abbia come importanti gas serra il vapore acqueo (H2O) e l'anidride carbonica. Secondo quel modello, la zona abitabile conservativa del Sole va da 0,95 a 1,37 UA, con un più "prudente" limite esterno a 1,15 UA, considerando l'età di 4,6 miliardi di anni del Sole e della sua minor luminosità nei primi miliardi di vita. Una rivisitazione dello studio di Kasting è stato fatto da Kopparapu et al. nel 2013, che ha suggerito limiti che vanno da 0,99 a 1,68 UA dal Sole, collocando quindi la Terra vicino al limite interno della zona abitabile conservativa. Secondo lo stesso studio Venere si trova al limite interno della zona abitabile ottimistica, poiché è possibile che ne fosse all'interno quando il Sole era meno luminoso, oltre un miliardo di anni fa, poiché studi condotti tramite le sonde spaziali hanno appurato che l'acqua liquida su Venere è assente da almeno 1 miliardo di anni, da quando il Sole aveva il 92% della luminosità attuale o meno. Dall'altra parte, viene assunto come limite esterno della zona abitabile ottimistica l'orbita di Marte, poiché nei primi milioni di anni di vita del sistema solare, quando era più caldo a causa della recente formazione, aveva probabilmente condizioni per avere acqua liquida in superficie, nonostante un minore irraggiamento del Sole.
Considerando diverse composizioni atmosferiche, altri studi suggeriscono limiti più ampi della zona abitabile del Sole, come quello di Zsom et al. del 2013, che basandosi su varie composizioni dell'atmosfera, della pressione e dell'umidità relativa di un pianeta, questi potrebbe essere abitabile anche a soli 0,38 UA dal Sole, mentre al contrario, Ramirez and Kaltenegger nel 2017 suggeriscono che se l'atmosfera avesse una concentrazione almeno del 50% di idrogeno vulcanico un pianeta attorno al Sole potrebbe essere abitabile fino a 2,4 UA di distanza.
La stima della zona abitabile del sistema solare è resa difficile a causa di una lunga serie di fattori, e anche se nelle zone abitabili ottimistiche ipotizzate in diversi studi l'afelio del pianeta Venere, l'orbita della Luna e il pianeta Marte si trovano all'interno della zona abitabile, le diverse pressioni atmosferiche di questi pianeti, piuttosto che la zona abitabile, determinano la loro potenziale abitabilità. Nel caso di Venere, la pressione atmosferica è troppo elevata, e un effetto serra estremamente alto determina un grande innalzamento della temperatura superficiale. Nel caso di Marte invece, la pressione atmosferica è troppo bassa, di conseguenza l'atmosfera e l'acqua si sono in gran parte disperse nello spazio, così com'è successo alla Luna.
La maggior parte delle stime sono calcolate prendendo come riferimento la Terra, la sua massa e la sua costituzione atmosferica, ma un pianeta con un'atmosfera più densa di quella della Terra (perché più massiccio), come ad esempio Gliese 667 Cd o Gliese 581 d, in orbita nella zona abitabile estesa, potrebbe teoricamente avere acqua allo stato liquido in superficie, inoltre, la zona conservativa di un pianeta attorno a una stella di tipo K o M è proporzionalmente più ampia, poiché queste stelle vivono molto più a lungo del Sole.
Lo studio di Kasting rivisitato da Koppararu nel 2013 è comunque quello comunemente più accettato per pianeti con massa e composizione atmosferica simile a quella terrestre.

### Atmosfera planetaria
Affinché un pianeta possa avere acqua liquida in superficie deve avere una massa sufficiente per creare una gravità atta a poter trattenere l'acqua allo stato liquido.
Se la densità è troppo bassa, allora il pianeta avrà meno probabilità di mantenere una sufficiente pressione atmosferica e l'acqua sublimerebbe e raggiungerebbe la velocità di fuga perdendosi nello spazio, come probabilmente è stato nel caso di Marte. Se la gravità fosse troppo alta potrebbe invece comprimere l'acqua al punto di rimanere allo stato solido indipendentemente dalla temperatura.
L'atmosfera è la responsabile principale per regolare la temperatura di un pianeta, contribuendo all'effetto serra e all'albedo che sono i fattori che determinano il riscaldamento e il raffreddamento di un pianeta; se nel primo caso l'esempio più evidente è Venere, un evidente raffreddamento si pensa che si sia verificato sul nostro pianeta durante l'epoca della Terra a palla di neve.

### Orbita planetaria

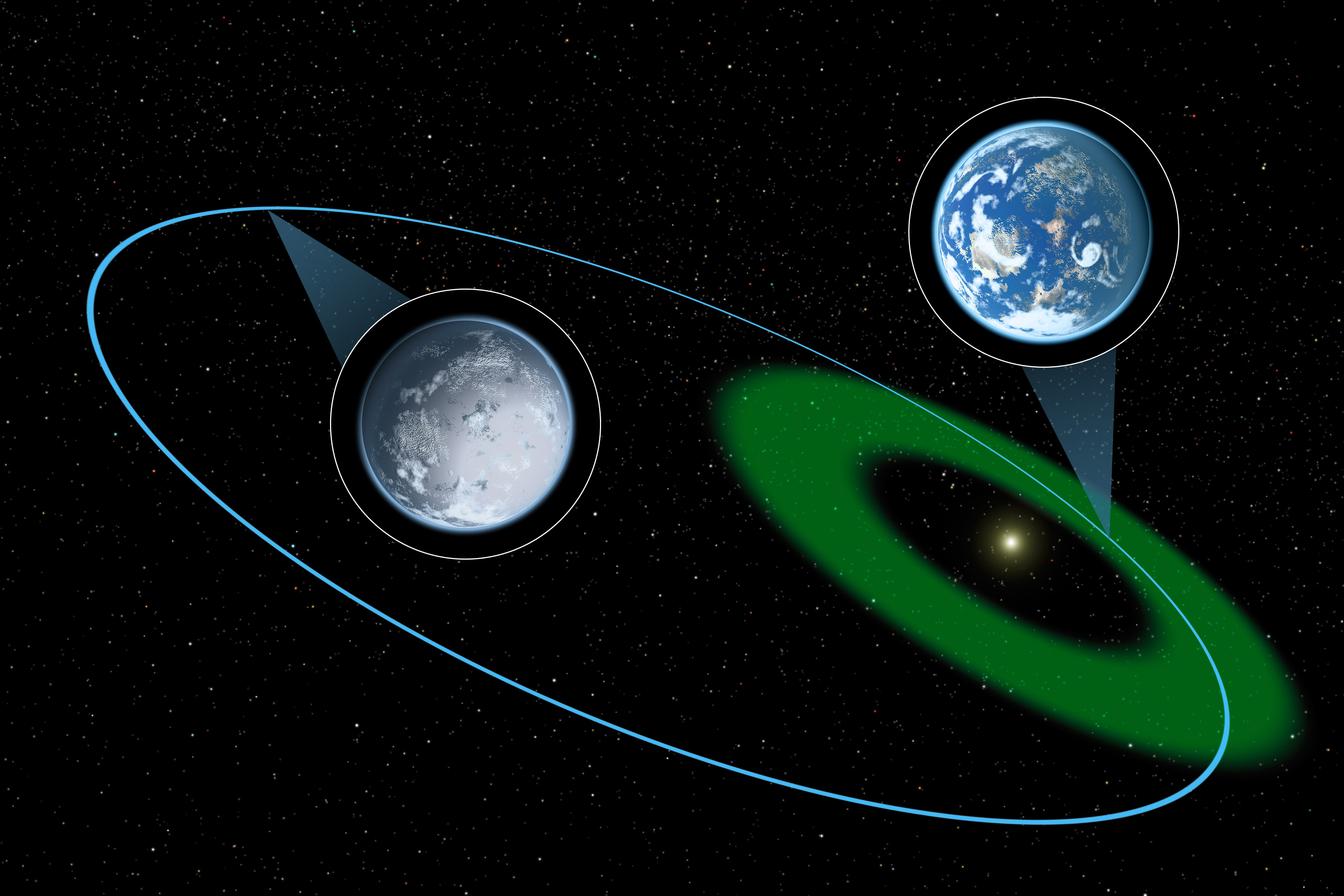
In questa immagine artistica, un ipotetico pianeta si muove su un'orbita altamente eccentrica, uscendo dalla zona abitabile per lunghi periodi nei quali l'eventuale acqua liquida potrebbe congelare. Tuttavia, durante i lunghi inverni rimane la teorica possibilità che la vita possa sopravvivere sotto gli oceani.

L'orbita della Terra e degli altri pianeti del sistema solare è pressoché circolare, e questo permette alla temperatura di rimanere stabile, in prossimità del punto triplo dell'acqua. L'orbita è generalmente nota nel caso degli esopianeti, tuttavia molti dei pianeti scoperti sembrano avere orbite eccentriche, che talvolta li porta a "entrare" e "uscire" dalla zona abitabile durante la rivoluzione attorno alla stella madre. Un esempio in tal senso è 16 Cygni Bb. L'instabilità termica potrebbe portare a cicli di sublimazione e di deposito dell'acqua estremamente lunghi, con la conseguenza che la presenza dell'acqua potrebbe essere instabile e transitoria. La vita già evoluta potrebbe forse adattarsi, ma più difficile è la nascita della stessa, in simili condizioni.

### Ambiente circostante
Le radiazioni e le variazioni di luminosità della stella possono influenzare la capacità dei pianeti all'interno della zona abitabile di trattenere l'acqua in superficie. Venere e Marte ad esempio possono aver sperimentato una perdita significativa e piuttosto rapida delle acque superficiali. Il vento stellare può contribuire alla perdita della pressione necessaria per mantenere l'acqua allo stato liquido, mentre la fotolisi può convertire l'acqua dell'atmosfera in gas leggeri. I due effetti potrebbe combinarsi e rimuovere completamente qualsiasi idrosfera da un pianeta.
Inoltre, la radiazione elettromagnetica emessa dalle stelle madri può essere pericolosa per la vita sulla superficie di pianeti nella zona abitabile. Nel caso delle nane rosse, sono spesso soggette a brillamenti improvvisi che possono avere effetti particolarmente dannosi, ed è infatti oggetto di continua ricerca e dibattito l'abitabilità dei sistemi planetari delle nane rosse.
Un pianeta può richiedere un meccanismo di difesa contro gli effetti dannosi che arrivano dallo spazio; la Terra ad esempio ha una combinazione di difese costituita da atmosfera, magnetosfera e cicli geologici e geofisici che le permettono di mantenere acqua liquida in superficie.

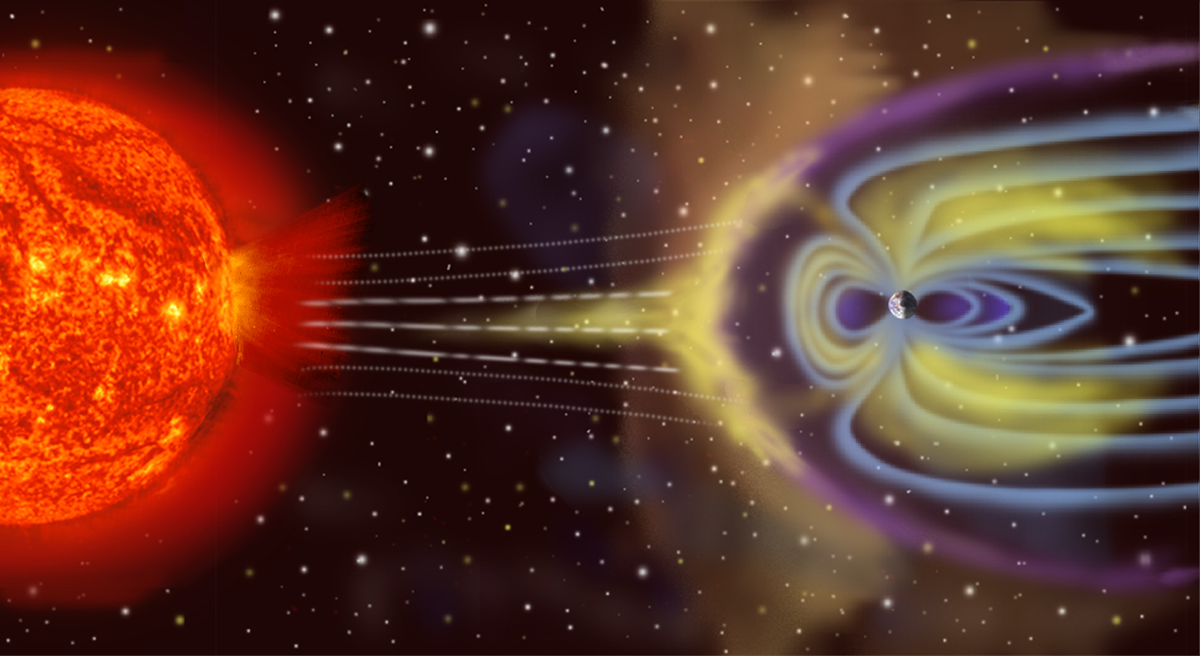
La magnetosfera terrestre, che fa da scudo al vento solare, è una importante difesa naturale del nostro pianeta.

### Effetti mareali
Le stelle più piccole del Sole hanno zone abitabili molto più vicine alla stella e i pianeti orbitanti attorno ad essa dentro le loro zone abitabili sono sottoposti a forze mareali che potrebbero rimuovere l'inclinazione assiale, con la conseguente mancanza di stagioni. Questo porterebbe un pianeta ad avere poli più freddi e un equatore molto più caldo, e con il tempo l'acqua del pianeta potrebbe evaporare. Le forze mareali potrebbero indurre un pianeta alla rotazione sincrona, con la conseguenza che un emisfero sarebbe sempre all'ombra e uno sempre alla luce della stella, con un grosso squilibrio di temperatura da un emisfero ad un altro. Tuttavia, una luna extrasolare in orbita attorno a un gigante gassoso nella zona abitabile potrebbe avere un clima più stabile e favorevole per avere acqua liquida in superficie. In orbita attorno al pianeta, che non irradia energia al contrario della stella, la luce raggiungerebbe quasi tutta la superficie della luna mentre essa orbita attorno allo stesso pianeta. Come per un pianeta, la luna dovrebbe essere comunque relativamente massiccia per mantenere acqua liquida in superficie.

### Effetti dell'evoluzione stellare

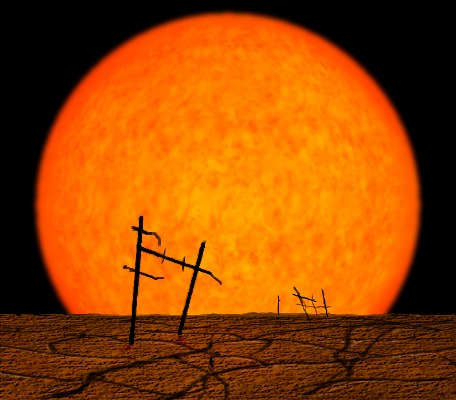
Un'immagine artistica del Sole visto dalla Terra nello stadio di gigante rossa: in quell'epoca la vita sulla Terra sarà completamente estinta.

Nel corso della vita di una stella, la zona abitabile può cambiare zona e distanza dalla stella madre. L'evoluzione stellare può essere la causa di un grande cambiamento climatico in un periodo di milioni di anni, e un pianeta potrebbe non essere più dentro la zona abitabile a distanza di tempo. La vita della zona abitabile dipende dal tipo di stella madre: la Terra, ad esempio, uscirà dalla zona abitabile tra circa un miliardo di anni, quando il Sole inizierà ad evolversi verso lo stadio di gigante rossa.
Le zone abitabili possono rimanere stabili per molto più tempo attorno a stelle di piccola massa, e nel caso delle nane rosse, la zona abitabile può rimanere stabile per svariati miliardi di anni.

## Estensione della zona circumstellare abitabile
La zona circumstellare abitabile considerava soltanto pianeti molto simili alla Terra, con una grande quantità d'acqua presente in forma liquida, ma, per un pianeta, mantenere una grande quantità d'acqua in forma liquida è una condizione "difficile", che dipende da una combinazione di molti fattori diversi, di cui il più importante è l'orbita entro una ben limitata distanza dalla sua stella: se è troppo distante l'acqua ghiaccia, se è troppo vicino evapora.
Secondo un recente studio della NASA è più probabile trovare forme di vita su pianeti desertici come il pianeta Arrakis del romanzo Dune. Un pianeta senza la presenza di oceani, ma ricoperto da vasti deserti asciutti e quindi con una elevata scarsità d'acqua, rispetto alla Terra, può permettere di ospitare forme di vita in una zona circumstellare molto più ampia rispetto ad un pianeta con molta acqua. Infatti se c'è meno acqua vuol dire che:
- se il pianeta è molto distante dal suo sole ci sarà anche meno neve e ghiaccio, pertanto una minor superficie del pianeta sarà bianca o molto chiara e quindi i raggi solari saranno riflessi verso lo spazio in una percentuale molto inferiore, causando un aumento della temperatura del pianeta. Questo permetterà di avere temperature più alte e appropriate alla vita anche molto oltre l'orbita terrestre;
- se il pianeta è vicino al suo sole, ci sarà meno acqua sotto forma di vapore presente in atmosfera e quindi si avrà un effetto serra limitato. Questo permetterà di avere temperature più basse e appropriate alla vita anche a distanze ridotte rispetto all'orbita terrestre.

Con varie simulazioni si è visto che un pianeta desertico può estendere la zona abitabile di tre volte rispetto a quella di un pianeta con molta acqua.
Di contro avere poco acqua su un pianeta può portarla a disperdersi nel terreno rendendolo adagio adagio inabitabile.

## Zona galattica abitabile
La posizione di un sistema planetario all'interno della galassia è fondamentale per lo sviluppo della vita, e ciò ha portato alla definizione di Zona galattica abitabile (GHZ), concetto sviluppato nel 1995 da Guillermo Gonzalez.
La teoria circa l'abitabilità planetaria suggerisce che i sistemi stellari favorevoli alla vita devono trovarsi abbastanza vicino al centro galattico, dove si concentrano alti livelli di elementi pesanti, grazie ai quali possono originarsi pianeti rocciosi. Questo perché gli elementi pesanti sono necessari per la formazione di numerose molecole organiche: ad esempio, il ferro è necessario per formare l'emoglobina, e lo iodio, per le ghiandole endocrine, come la tiroide.
D'altra parte, la vita a base di carbonio si trovererebbe più al sicuro lontano dal centro galattico: la maggior parte delle stelle del centro galattico sono vecchie, instabili, e molte sono stelle morenti, il che significa che la formazione stellare è minima nelle vicinanze del centro della Galassia e più difficile sarebbe la formazione di pianeti terrestri.
Inoltre, un pianeta vicino al centro galattico è soggetto a vari elementi pericolosi per la vita, come un alto numero di impatti di comete e asteroidi e la frequente esplosione di supernovae, il cui effetto sugli organismi viventi ancora non è chiaro, anche se si presume che le radiazioni emesse rendano più difficoltosa la formazione di molecole complesse. Nel cuore della galassia si trova anche il massiccio buco nero centrale, in grado di risucchiare stelle e pianeti interi.
Alcuni studi hanno dimostrato che nelle regioni ad alto contenuto di elementi pesanti, chiamati metalli, è molto alta la possibilità di individuare pianeti massicci orbitanti attorno alle proprie stelle a distanze ravvicinate, e questi pianeti, definiti gioviani caldi, potrebbero precludere l'esistenza di pianeti terrestri con orbite stabili nella zona abitabile della propria stella, a causa delle forze gravitazionali esercitate da essi. Attualmente è comunque molto difficile determinare con precisione quale sia la zona galattica abitabile.
Nella nostra galassia (la Via Lattea), la zona galattica abitabile è, al momento, considerata estendersi ad una distanza di circa 25.000 anni luce (8 kiloparsec) dal centro galattico, contenente stelle con una età compresa tra i 4 e gli 8 miliardi di anni. Altre galassie, di composizione differente, possono avere una zona galattica abitabile più vasta o più ristretta, o non averla del tutto.
Nel 2008, un team di scienziati ha pubblicato sull'Astrophysical Journal i risultati di una simulazione al computer riguardante le zone galattiche abitabili: essi suggeriscono che, almeno nelle galassie simili alla Via Lattea, stelle come il Sole possono migrare a grandi distanze, mettendo così in discussione l'idea che certe zone delle galassie siano più favorevoli a sostenere la vita rispetto ad altre.

## Ricerca di pianeti e lune abitabili

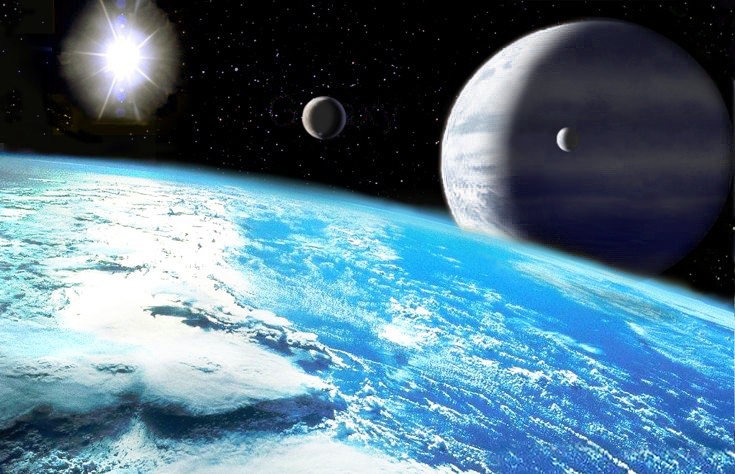
Il gigante gassoso Upsilon Andromedae d in un'immagine artistica, visto da una sua ipotetica luna abitabile.

I pianeti situati nella zona abitabile sono di interesse fondamentale per i ricercatori che si interessano di vita extraterrestre intelligente o per mondi in futuro abitabili dalla razza umana.
Nell'equazione di Drake, che cerca di stimare le probabilità di vita intelligente extraterrestre, è presente un fattore (ne) non direttamente quantificabile, che indica il numero medio di pianeti abitabili in un dato sistema stellare. La scoperta di pianeti extrasolari nella zona abitabile aiuterebbe a perfezionare le stime di questo valore. Una stima molto bassa contribuirebbe a rafforzare l'ipotesi della rarità della Terra, cioè che solo una serie di eventi estremamente improbabili e in condizioni particolari ha portato alla nascita della vita sul nostro pianeta. Una stima alta del fattore ne rafforzerebbe invece il principio di mediocrità copernicano, che afferma che la Terra non è affatto speciale ed è un pianeta comune nell'universo.
Trovare pianeti terrestri nelle zone abitabili è una ricerca fondamentale della missione Kepler, che utilizza un telescopio spaziale (lanciato il 7 marzo 2009) per rilevare le caratteristiche di possibili pianeti abitabili. Fino ad aprile 2011, Kepler ha scoperto 1.235 pianeti candidati, e 54 di essi sono ubicati nella zona abitabile delle loro stelle madri.
Per il SETI, le zone abitabili rivestono notevole importanza, perché la ricerca o l'invio di segnali provenienti o verso civiltà aliene extraterrestri è più probabile per pianeti collocati in questa fascia. L'Allen Telescope Array è utilizzato dal SETI Institute alla ricerca di segnali utilizzando un elenco di pianeti candidati indicati dalla Missione Kepler. Anche il più grande radiotelescopio del mondo, il Green Bank, è utilizzato per la ricezione di segnali artificiali provenienti da sistemi potenzialmente abitabili, compresi quelli indicati da Kepler.

### Giganti gassosi e satelliti naturali
Molti dei pianeti scoperti all'interno della zona abitabile delle loro stelle sono giganti gassosi; nonostante questi pianeti giganti non siano abitabili per la vita come noi la conosciamo, essi potrebbero avere lune simili alla Terra potenzialmente abitabili, anche se non è ancora chiaro se lune massicce potrebbero innanzitutto formarsi.
70 Virginis b è un gigante gassoso scoperto nel 1996 e fu uno dei primi che si pensava fosse situato nella zona abitabile della propria stella: tuttavia, la stima successiva della distanza di Hipparcos rivelò che la distanza della stella dalla Terra era maggiore di quel che si pensava, quindi essa è più luminosa di quanto stimato in precedenza, e la zona abitabile più lontana di quanto non disti il pianeta da 70 Virginis, suggerendo che esso possa avere temperature più simili a Venere che alla Terra.
16 Cygni Bb, anch'esso scoperto nel 1996, è un gigante gassoso con un'orbita molto eccentrica, in parte all'interno della zona abitabile. Un'orbita eccentrica significa che il pianeta avrebbe stagioni con temperature estreme durante la sua rivoluzione. Tuttavia, simulazioni al computer suggeriscono che una luna in orbita attorno al gigante gassoso potrebbe essere in grado di mantenere acqua liquida in superficie.
Gliese 876 b e Gliese 876 c sono due giganti gassosi scoperti nella zona abitabile di Gliese 876. Entrambi questi pianeti potrebbero avere lune abitabili, così pure come altri giganti gassosi scoperti, tra cui Upsilon Andromedae d, 55 Cancri f, Mu Arae b e il pianeta circumbinario Kepler-16 (AB)b.
Le nane rosse con masse inferiori al 20% di quella del Sole difficilmente possono avere lune abitabili attorno a pianeti giganti, poiché le piccole dimensioni della zona abitabile circumstellare di una nana rossa consentirebbero alla stella di strappare al pianeta il satellite. In un tale sistema, l'esoluna dovrebbe essere abbastanza vicina al suo pianeta ospite per mantenere la sua orbita, ma in tal caso l'attrazione gravitazionale del suo pianeta gigante causerebbe un riscaldamento mareale così intenso da eliminare ogni prospettiva di vita.

### Super Terre abitabili
Con il miglioramento delle tecniche di rilevamento sono stati scoperti con il passare del tempo pianeti di minori dimensioni e poco più grandi della Terra, probabilmente di tipo roccioso e con superficie solida, denominati poi super Terre.

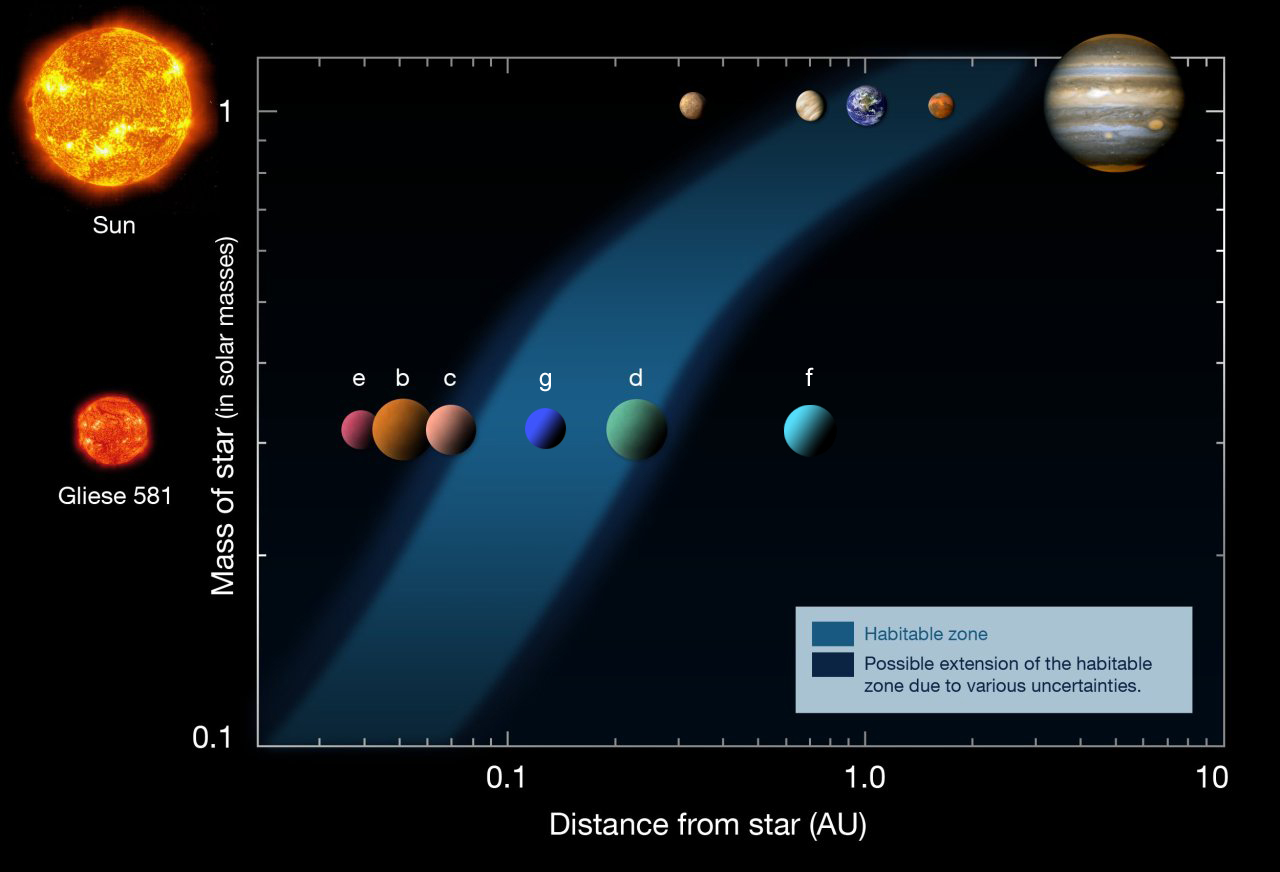
La zona abitabile di Gliese 581 rapportata con quella del Sole.

La nana rossa Gliese 581 ha un sistema con almeno 3 Super-Terre confermate e due in attesa di conferma: mentre il terzo pianeta, Gliese 581 c, pare troppo vicino alla stella dalla quale riceve lo stesso calore di Venere, Gliese 581 d si trova sul bordo esterno della zona abitabile e dovrebbe essere in posizione analoga a quella di Marte nel sistema solare. Tuttavia, mentre Marte ha una piccola massa che non è stata in grado di mantenere una sufficiente atmosfera, Gliese 581 d ha una massa tale (5,6 M⊕) da trattenere una spessa atmosfera e generare un forte effetto serra, in grado di trattenere il calore in superficie. Inoltre, la fredda Gliese 581 irradia soprattutto nell'infrarosso, radiazione che può attraversare facilmente anche una spessa coltre di nubi. Gliese 581 g, nonostante non sia stato confermato, è più interno al pianeta d e ben dentro alla zona abitabile della stella ed è tra quelli che potrebbero avere le condizioni in superficie più simili a quelle terrestri. Nel caso dei pianeti di Gliese 581, il problema è piuttosto quello comune a tutti i pianeti situati nella zona abitabile di una nana rossa: la rotazione sincrona dovuta alla vicinanza dalla stella, induce il pianeta a volgere sempre lo stesso emisfero alla stella, con conseguente squilibrio termico tra i due emisferi. Ciò vale anche per altre super-Terre in orbita attorno a nane rosse, come nel caso di Gliese 667 Cc, un altro pianeta interessante dal punto di vista dell'abitabilità, in orbita attorno a Gliese 667 C, una nana rossa facente parte di un sistema stellare triplo.
Kepler-22 b è una super Terra poco più grande della Terra, con una raggio 2,4 volte superiore, ed è situato nella zona abitabile di una stella simile al Sole, Kepler-22, così come HD 40307 g, il pianeta più esterno del sistema di HD 40307, dotata di altri cinque pianeti più interni.

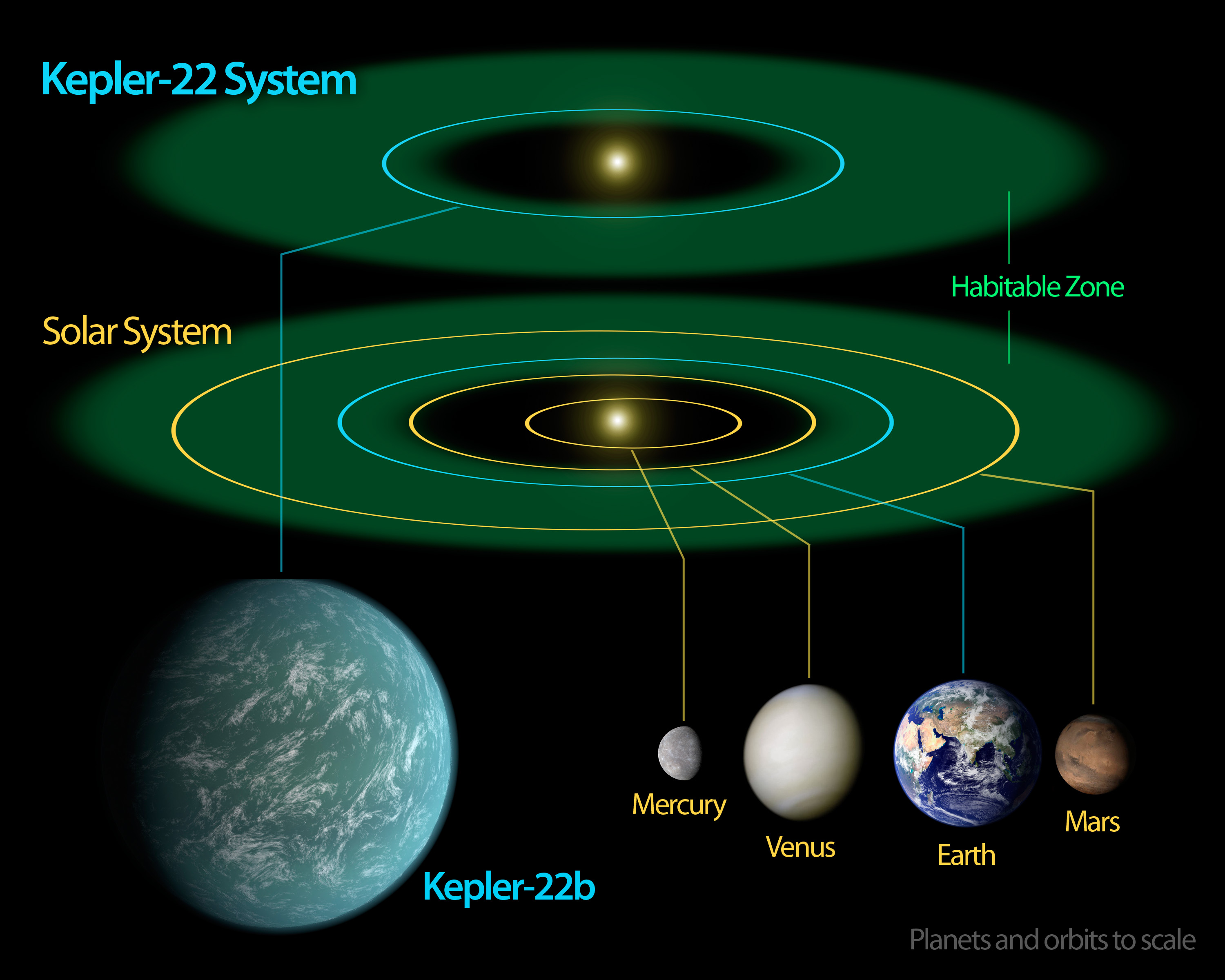
Il sistema di Kepler-22 rapportato al sistema solare. In verde la zona abitabile.

Tau Ceti e e Tau Ceti f, scoperti nel dicembre 2012, sono all'interno della zona abitabile di Tau Ceti, un analogo solare ad appena 12 anni luce dalla Terra. Anche se un po' più grandi del nostro pianeta, essi sono tra i meno massicci esopianeti scoperti all'interno di una zona abitabile.
Il 7 gennaio 2013, gli astronomi della Missione Keplero hanno annunciato la scoperta di KOI-172.02, un pianeta candidato molto simile come dimensioni alla Terra (1,5 volte il raggio) in orbita intorno ad una stella simile al nostro Sole nella sua zona abitabile, considerato un ottimo candidato per ospitare vita aliena.

## Abitabilità al di fuori della zona abitabile
Le recenti indagini hanno mostrato che l'acqua allo stato liquido può esistere anche in assenza di pressione atmosferica e a temperature al di fuori di quelle tipicamente associate alla zona abitabile. Ad esempio Titano e Encelado, satelliti di Saturno, Europa e Ganimede, satelliti di Giove, tutti situati al di fuori della zona abitabile, potrebbero contenere grandi volumi acqua liquida ospitata in oceani sotterranei.
Il riscaldamento mareale e il decadimento radioattivo sono due possibili fonti di calore che potrebbero consentire l'esistenza di acqua liquida anche al di fuori della zona abitabile. 
È stato anche proposto che sui pianeti interstellari possa esistere acqua liquida al di sotto della superficie come effetto del decadimento radioattivo e dell'isolamento dato da uno spesso strato di ghiaccio in superficie.
In base alle teorie secondo cui la vita sulla Terra potrebbe essersi originata in habitat stabili sub-superficiali, questi habitat sub-superficiali extraterrestri dovrebbero "pullulare di vita". In effetti, sulla Terra sono stati trovati organismi viventi a profondità maggiori di 6 km al di sotto della superficie.
Il concetto di zona abitabile è stato criticato da Ian Stewart e Jack Cohen nel loro libro di astrobiologia "Evolving the Alien" per due motivi: in primis, considerare la "zona abitabile" come l'unica in grado di ospitare la vita, lascia supporre che possano esistere solo forme di vita simile a quelle terrestri, con le stesse esigenze e la stessa composizione; in secundis, anche ammettendo la validità della zona abitabile, possono benissimo esistere pianeti considerabili abitabili anche al di fuori della suddetta zona. Un esempio potrebbe essere Europa, satellite di Giove, che potrebbe ospitare, al di sotto del ghiaccio che lo ricopre, oceani d'acqua liquida con un ambiente simile a quello dei fondali oceanici terrestri. L'esistenza di estremofili sulla Terra fa sì che l'esistenza della vita su Europa sembri un'ipotesi plausibile.
Il biologo planetario Carl Sagan sosteneva che la vita fosse possibile anche su pianeti giganti gassosi, come lo stesso Giove. La scoperta di forme di vita in un ambiente simile farebbero rivedere completamente le ipotesi sull'abitabilità di una determinata area dello spazio.
Differenti livelli di attività vulcanica, effetti lunari, e della massa planetaria possono influire sulla possibilità dei pianeti di sostenere la vita.